# Ublo
Ublo là một làng thuộc huyện Zlín, vùng Zlínský, Cộng hòa Séc.